# A Skorpiókirály
A skorpió király (eredeti cím: The Scorpion King) 2002-ben bemutatott amerikai kalandfilm, melyet Chuck Russell rendezett. A főszerepet Dwayne Johnson, Steven Brand, Kelly Hu és Bernard Hill alakítja.
A történet A múmia visszatér spin-off-ja.

## Szereplők
| Színész               | Szerep                 | Magyar hang            |
| --------------------- | ---------------------- | ---------------------- |
| Dwayne Johnson        | Mathayus/Skorpiókirály | Selmeczi Roland        |
| Steven Brand          | Memnon                 | Kőszegi Ákos           |
| Michael Clarke Duncan | Balthazar              | Barbinek Péter         |
| Kelly Hu              | Cassandra              | Pikali Gerda           |
| Bernard Hill          | Philos                 | Kárpáti Tibor          |
| Grant Heslov          | Arpid                  | Magyar Attila          |
| Ralf Moeller          | Thorak                 | Sinkovits-Vitay András |
| Branscombe Richmond   | Jesup                  | Ujlaki Dénes           |
| Peter Facinelli       | Takmet                 | Király Attila          |
| Roger Rees            | Pheron király          | Kristóf Tibor          |